# 1st Maryland Infantry, Eastern Shore
Le 1st Regiment Eastern Shore Maryland Volunteer Infantry est organisé à Cambridge, dans le Maryland, en septembre 1861. Les enrôlements ont une durée de 3 ans.
Les compagnies A, B et C sont recrutés dans le comté de Dorchester, les compagnies D, E, F et G dans le comté de Caroline, la compagnie H dans le comté de Talbot, la compagnie I à Baltimore, et la compagnie K dans le comté de Somerset.
Une fois formé, le régiment est affecté à la division du major général John Adams Dix de l'armée du Potomac. Il est affecté sur la rive orientale du Maryland.
Le régiment est commandé par le colonel James Wallace, un avocat et législateur d'état, propriétaire d'esclaves, venant de Cambridge. Wallace démissionne de sa commission en décembre 1863 sur la question de l'armement des afro-américains dans l'armée.
En janvier 1863, le régiment est affecté au VIIIe corps.
Lorsque Lee envahit la Pennsylvanie, le régiment est affecté à la deuxième brigade de la première division du XIIe corps de l'armée du Potomac et envoyé vers le nord. Le régiment arrive à la bataille de Gettysburg, le matin du 3 juillet et engage l'ennemi sur Culp's Hill (en). Le régiment subit 5 morts, 16 blessés et 2 disparus, sur un total de 583 hommes participant à la bataille de Gettysburg.